# HS Hotsson Smart Acapulco
El HS Hotsson Smart, antes llamado Costa Club y Crowne Plaza, es un edificio moderno con diseño piramidal, su uso es exclusivo de hotel. Se ubica en la bahía de Acapulco de Juárez. Guerrero. Su construcción finalizó en el año 1982.
En 2018 la cadena HS Hotsson adquirió el rascacielos como parte de su expansión, y siendo este el primer destino de playa de la cadena hotelera. De 2018 a 2020 se estima una inversión de 12 millones para convertir pasar de 4 a 5 estrellas, siendo la primera renovación desde su construcción en 1982.